# Wan Muhamad Noor Matha
Wan Muhamad Noor Matha (tiếng Thái: วันมูหะมัดนอร์ มะทา; Chuyển tự Hoàng gia: Wanmuhamatno Matha; còn gọi là Wan Noor, sinh ngày 11 tháng 5 năm 1944) là một chính trị gia người Thái Lan gốc Mã Lai, hiện đang giữ chức Nghị trưởng Viện dân biểu và Chủ tịch Quốc hội Thái Lan kể từ năm 2023. Ngoài ra, ông cũng từng giữ chức Chủ tịch Hạ viện Thái Lan từ năm 1996 đến năm 2000, trở thành người Thái Lan theo đạo Hồi và người gốc dân tộc thiểu số đầu tiên giữ chức Chủ tịch Hạ viện Thái Lan trong các nhiệm kỳ không liên tiếp.
Ngoài ra, ông cũng là người sáng lập Wahdah, một nhóm phe phái chính trị nhỏ gồm các chính trị gia thiểu số người Mã Lai theo đạo Hồi đến từ các tỉnh miền Nam  Thái Lan. Ông từng là cựu giảng viên đại học tại Đại học Songkhla Rajabhat và Đại học Thaksin.

## Tiểu sử và cuộc sống ban đầu
Wan Muhamad Noor Matha học tiểu học tại Trường Ban Sateng, tỉnh Yala, sau đó ông học tiếp trung học tại Trường Kanaratbamrung, tỉnh Yala và hoàn thành chương trình phổ thông tại Cao đẳng Hồi giáo Thái Lan ở Băng Cốc.
Sau đó, ông nhận bằng Cử nhân Giáo dục tại Đại học Chulalongkorn với học bổng của Bộ Nội vụ và có bằng Thạc sĩ Quản lý Giáo dục từ trường đại học này.
Ông bắt đầu làm giáo viên và được bổ nhiệm làm hiệu trưởng tại Học viện Attarkiah ở tỉnh Narathiwat khi ông mới 20 tuổi. Năm 1969, ông chuyển đến làm giáo viên tại Cao đẳng Sư phạm Songkhla (nay là Đại học Songkhla Rajabhat). Năm 1975, ông là giáo sư Khoa Giáo dục, Đại học Srinakharinwirot, Songkhla (nay là Đại học Thaksin) và cũng là giáo sư đặc biệt Khoa Giáo dục tại Đại học Hoàng tử Songkla.
Sau đó vào năm 1978, ông được bổ nhiệm làm Phó chủ tịch của Cao đẳng Sư phạm Songkhla.

## Sự nghiệp chính trị

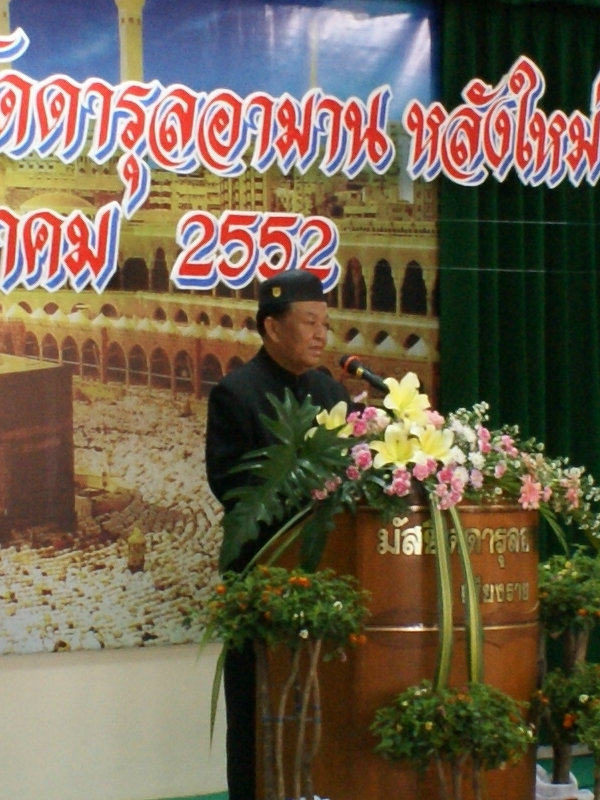
Wan Muhamad tại Nhà thờ Hồi giáo Ban Hoe, Chiang Rai năm 2009

Ông được bầu vào Hạ viện Thái Lan năm 1979, đại diện cho tỉnh Yala và Đảng Hành động Xã hội cho đến năm 1984. Ông chuyển sang Đảng Dân chủ năm 1986, rồi sang Đảng Đoàn kết năm 1988 và sang Đảng Khát vọng mới năm 1992. Mỗi lần chuyển đảng, ông đều đưa một nhóm dân biểu từ các tỉnh đa số là người Hồi giáo là Narathiwat, Pattani và Yala (gọi là Nhóm Wahdah) đi cùng.
Sau năm 1980, ông làm việc tại Bộ Tài chính và Công nghiệp. Từ năm 1994 đến năm 1995, ông được bổ nhiệm làm Thứ trưởng Bộ Nội vụ và là Nghị trưởng Viện dân biểu và Chủ tịch Quốc hội Thái Lan từ tháng 11 năm 1996 đến tháng 6 năm 2000. Khi Đảng Khát vọng Mới giải thể và sáp nhập với Đảng Thai Rak Thai vào năm 2001, ông trở thành Bộ trưởng Bộ Giao thông Vận tải và Truyền thông, đến tháng 10 năm 2002, ông là Bộ trưởng Bộ Nội vụ.
Là một trong 111 thành viên điều hành của Đảng Thai Rak Thai, ông đã bị cấm tham gia các hoạt động chính trị trong năm năm sau cuộc đảo chính năm 2006.
Sau cuộc đảo chính Thái Lan năm 2006 và sự sụp đổ của thủ tướng Thaksin Shinawatra, Wan Noor được bổ nhiệm làm Giám đốc Trung tâm Kiểm soát Ma túy Quốc gia. Ban đầu, ông gia nhập đảng kế nhiệm của Thai Rak Thai là Đảng Sức mạnh Nhân dân vào năm 2008, nhưng vào thời điểm đó, lệnh cấm hoạt động chính trị trong năm năm đã được thực thi. Nhóm Wahdah của ông đã phát triển thành Đảng Matubhum vào năm 2010.
Ông tái gia nhập Đảng Vì nước Thái vào năm 2012. Đến năm 2018, ông là người sáng lập và lãnh đạo Đảng Prachachart (Thái Lan). Trong cuộc tổng tuyển cử Thái Lan năm 2023, Đảng Prachachart đã giành được 9 ghế và tham gia vào liên minh của Đảng Tiến lên. Sau đó, ông được bầu làm Nghị trưởng Viện dân biểu và Chủ tịch Quốc hội Thái Lan vào tháng 7 năm 2023.